# 중국 올림픽 위원회
중국 올림픽 위원회(중국어 간체자: 中国奥林匹克委员会, 정체자: 中國奧林匹克委員會, 병음: Zhōngguó Àolínpǐkè Wěiyuánhuì, 영어: Chinese Olympic Committee)는 중화인민공화국을 대표하는 국가 올림픽 위원회이다. 본부는 베이징시에 있으며 아시아 올림픽 평의회에 소속되어 있다. 올림픽, 아시안 게임을 비롯한 국제 스포츠 대회에 참가하는 중화인민공화국의 선수들을 대표한다.
청나라 시대였던 1910년에 설립된 전국 학교구 분대 제1차 체육 동맹회(全國學校區分隊第一次體育同盟會)가 전신이다. 이 기구는 중화민국 대륙 시기였던 1922년에 중화 아마추어 체육 연합회(中華業餘運動聯合會, 중화업여운동연합회)로 개편되었으며 같은 해에 국제 올림픽 위원회(IOC)로부터 중국을 대표하는 국가 올림픽 위원회로 승인받았다. 1949년에 국공 내전의 결과에 따라 중화인민공화국이 수립되면서 베이징에 중화전국체육총회(中華全國體育總會)가 설립되었다.
중화인민공화국은 핀란드 헬싱키에서 열린 1952년 하계 올림픽에 처음 참가했고 중화전국체육총회는 1954년에 중화인민공화국을 대표하는 국가 올림픽 위원회로 승인받았다. 그러나 1958년에 대만 문제로 인해 국제 올림픽 위원회를 탈퇴하면서 한동안 올림픽을 비롯한 국제 스포츠 행사에 불참했다. 그러다가 1979년 10월에 일본 나고야에서 열린 국제 올림픽 위원회 집행위원회의 결의를 통해 중국 올림픽 위원회가 중화인민공화국을 대표하는 국가 올림픽 위원회로 다시 승인받았다.

## 같이 보기
- 중화 타이베이 올림픽 위원회